# 朗格尔恩
朗格尔恩（德語：Langeln，發音：[ˈlaŋl̩n]）是德国石勒苏益格-荷尔斯泰因州平讷贝格县的市镇，面积10.28平方千米，2023年12月31日人口为624人。